# Aabeni

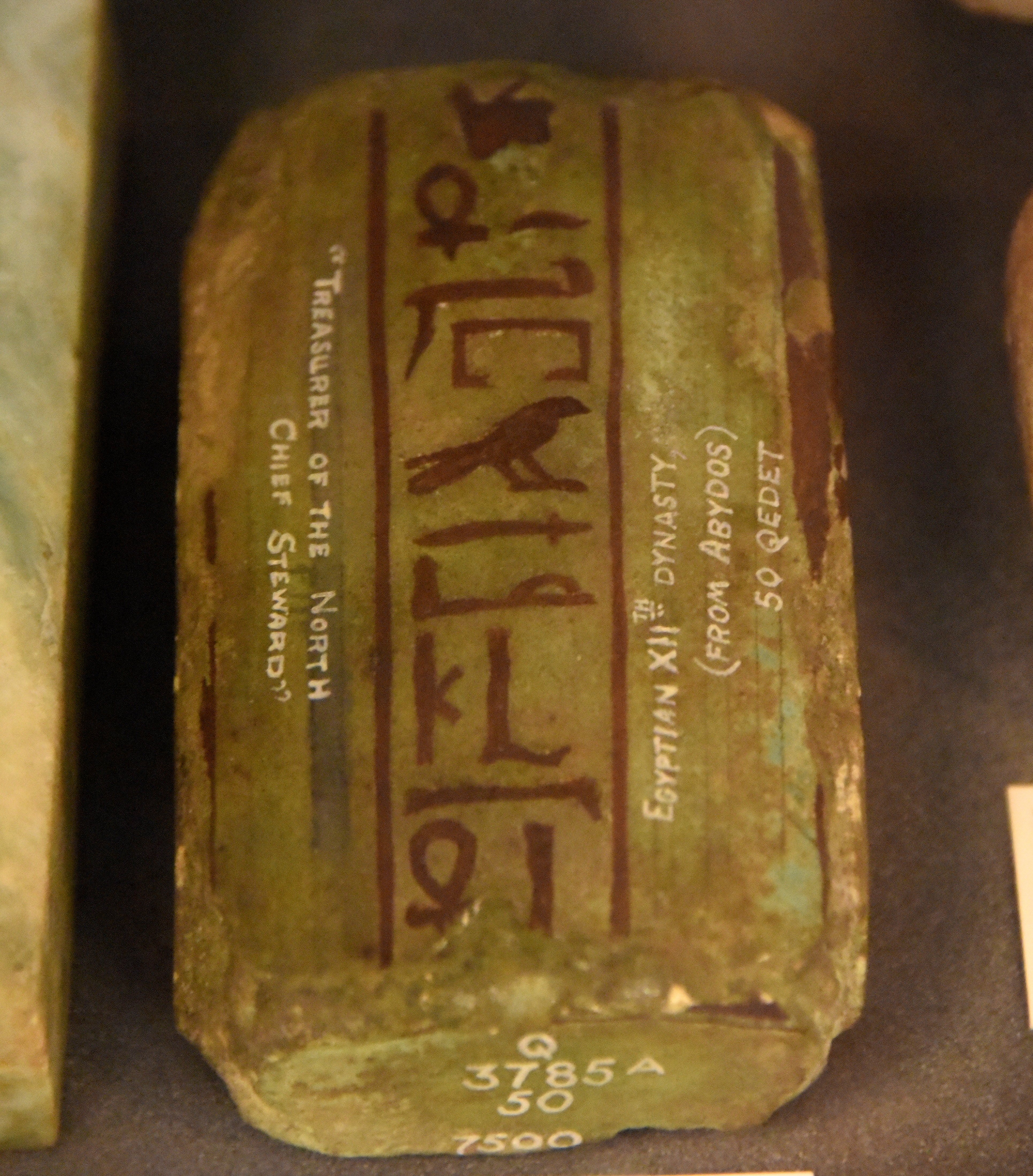
Quả cân bằng sứ tráng men xanh có khắc tên của vị Đại quản gia Aabeni

Aabeni là một vị quan của Ai Cập cổ đại với tước hiệu đại quản gia. Bởi vậy, ông là một trong những vị đại thần quan trọng nhất tại triều đình hoàng gia của vương triều thứ 13, vào khoảng năm 1750TCN. Aabeni được biết đến nhờ vào một số hiện vật, quan trọng nhất trong số đó là Cuộn giấy cói Boulaq 18. Cuộn giấy cói này là một bản kê khai của cung điện Thebes có niên đại thuộc về vương triều thứ 13, trong đó tên của ông xuất hiện trong bản danh sách một số vị quan lại. Aabeni còn được biết đến từ một quả cân được tìm thấy ở Abydos và một tấm bia đá từ cùng tại nơi đó. Niên đại chính xác của cuộn giấy cói Boulaq 18 lại là vấn đề gây tranh cãi trong ngành Ai Cập học do vậy chúng ta vẫn chưa rõ Aabeni đã phụng sự vị vua nào, trong cuộn giấy này còn có tên của vị tể tướng Ankhu, do đó cả hai vị quan này đã sống cùng thời.